# Pedro Osório (ator)
Pedro Paulo Osório mais conhecido como Pedro Osório, (Petrópolis, Rio de Janeiro, 14 de janeiro de 1975), é um ator brasileiro.

## Biografia
Pedro Osório é formado pela Casa das Artes de Laranjeiras. Em 2001 foi indicado ao Prêmio Shell de Melhor Ator por sua atuação em Trainspotting.

## Filmografia

### Televisão
| Ano       | Título                  | Personagem                | Notas                       |
| --------- | ----------------------- | ------------------------- | --------------------------- |
| 2021      | Nos Tempos do Imperador | Teixeira                  |                             |
| 2019      | República do Peru       | Matias                    | 1 Episódio                  |
| 2012–2013 | Carrossel               | Alberto Cavalieri         |                             |
| 2008      | Beleza Pura             | Vanderlei                 |                             |
| 2007      | Mandrake                | Jojô                      |                             |
| 2006      | Belíssima               | Marcos                    |                             |
| 2006      | Carga Pesada            | Edu                       |                             |
| 2005      | Linha Direta            | Paulo Ferreira de Camargo | Episódio: "Edifício Joelma" |

### Cinema
| Ano  | Título                                    | Personagem | Notas |
| ---- | ----------------------------------------- | ---------- | ----- |
| 2015 | Ninguém Ama Ninguém por Mais de Dois Anos | Rafael     |       |
| 2014 | Foliar Brasil                             | Arlequim   |       |

## Teatro
| Ano       | Título                                        | Direção                     |
| --------- | --------------------------------------------- | --------------------------- |
| 2022-2023 | Realpolitik                                   | Marcello Gonçalves          |
| 2018      | A Peste                                       | Vera Holtz e Guilherme Leme |
| 2015      | Família Lyons                                 | Marcos Caruso               |
| 2014      | Da Vidas das Marionetes                       | Guilherme Leme              |
| 2011      | Um Número                                     | Pedro Neschling             |
| 2010      | A Forma das Coisas                            | Guilherme Leme              |
| 2010      | Estragaram Meus Sonhos, seus Cães Miseráveis! | Pedro Neschling             |
| 2009      | Maria Stuart                                  | Antônio Gilberto            |
| 2009      | Laranja Azul                                  | Guilherme Leme              |
| 2006      | Werther                                       | Antônio Gilberto            |
| 2005      | Circo de Rins e Fígado                        | Gerald Thomas               |
| 2004      | As Pequenas Raposas                           | Naum Alves de Souza         |
| 2004      | Indecência Clamorosa                          | Jacqueline Laurence         |
| 2003      | Dia do Redentor                               | Ariella Goldman             |
| 2002      | Laranja Mecânica                              | Paulo Afonso de Lima        |
| 2001      | Trainspotting                                 | Luiz Furlanetto             |
| 2000      | Fausto Gastrônomo                             | Luiz Furlanetto             |